# Okale
Okale – część miasta Kazimierz Dolny w Polsce położona w województwie lubelskim, w powiecie puławskim, w gminie Kazimierz Dolny.
Leży w zachodniej części miasta. Dawniej w gminach Zastów, Rogów i  Szczekarków.
Wierni Kościoła rzymskokatolickiego należą do parafii św. Jana Chrzciciela i św. Bartłomieja Apostoła w Kazimierzu Dolnym.